# Den svage sols paradoks
Den svage sols paradoks omhandler den tilsyneladende modsigelse, at det fra geologiske og palæontologiske resultater vides, at der forekom flydende vand tidligt i Jordens historie, mens der samtidig foreligger et astrofysiske beregningsresultat, hvorefter intensiteten af solens lysudstråling i den periode kun skulle have været 70% af dens nuværende værdi. Emnet blev rejst af astronomerne Carl Sagan og George Mullen i 1972.
De gældende modeller for stjerners dannelse og udvikling beskriver, hvorledes stjerner af solens type gradvis skulle lyse stadigt klarere i løbet af deres livscyklus (bortset fra en meget klar fase lige efter deres dannelse). Disse resultater understøttes af observationer af mindre klarhed for unge stjerner af solens type. Ud fra solens beregnede lysudsendelse og den dermed forbundne solindstråling for 4 milliarder (4*109) år siden, og med koncentrationer af drivhusgasser, som de kendes på jorden i dag, ville vand ikke kunne have været til stede i flydende form på jordoverfladen. Der foreligger imidlertid geologiske fund af klipper fra perioden med sedimenter, som har krævet strømmende, flydende vand for at kunne dannes.
Modsigelsen mellem de to hypoteser stammer fra den ukorrekte antagelse, at koncentrationen af forskellige luftarter i atmosfæren var den samme i fortiden som i dag. For det første var koncentrationen af ilt mange størrelsesordener mindre før fremkomsten af udbredt liv. Når der er ilt til stede, nedbrydes methan til kuldioxid, så uden ilt kan methankoncentrationen have været meget højere end i dag. Methan er en stærkere drivhusgas end kuldioxid, så den relativt store mængde methan i atmosfæren gennem jordens historie må tages i betragtning ved beregning af temperaturen på jorden. 
Yderligere kan den uorganiske del af kulstofkredsløbet forventes at udvise negativt feedback på en jord med flydende vand. Kul opløst heri kan danne kulsyre, som derpå kan reagere med calcium og danne calciumcarbonat. Hvis nedbør i form af regn skulle have hørt op, og oceanerne være frosset, ville den del af det uorganiske kulstofkredsløb lukke ned. Periodiske vulkanudbrud ville da forårsage en nettostigning i mængden af atmosfærisk kuldioxid og methan, uden at der var flydende vand til at absorbere disse luftarter. Deres koncentrationer ville efterhånden blive store nok til, at overfladetemperaturen ville stige på grund af deres drivhuseffekt. Når den blev høj nok til, at oceanerne smeltede og regnvejr igen begyndte at forekomme, ville den anden del af kulstofkredsløbet blive aktivt og moderere koncentrationen af drivhusgasser.
Det er også bemærkelsesværdigt, at skønt der findes beviser for, at strømmende vand har været til stede selv meget tidligt i jordens historie, så har der været teorier om, at der kan have været et antal perioder, hvor oceanerne frøs til is. Den seneste sådanne periode blev sandsynligvis afsluttet for ~630 millioner år siden og have været en medvirkende årsag til fremkomsten af nye flercellede livsformer i Ediacara.